# Tân Nam, Thiên Tân
Tân Nam (giản thể: 津南区; phồn thể: 津南區; bính âm: Jīnnán Qū) là một khu (quận) của thành phố Thiên Tân, Trung Quốc. Tên của quận có nghĩa là "phía Nam của Thiên Tân", do khu vực này nằm ở phía nam đô thị lõi của thành phố. Quận Tân Nam nguyên có tên là "Nam Giao", nằm ở tây ngạn vùng hạ du của Hải Hà. Trụ sở chính quyền đặt tại trấn Hàm Thủy Cô. Trên địa bàn quận có một phần diện tích của Công viên Giáo dục Hải Hà, còn gọi là "Bắc Dương viên", một khu thự nghiệm cải cách giáo dục của Quốc gia.
Tân Nam được chia thành 8 trấn
- Hàm Thủy Cô trấn (咸水沽镇)
- Bắc Áp Khẩu trấn (北闸口镇)
- Tân Trang trấn (辛庄镇)
- Bát Lý Đài trấn (八里台镇)
- Song Cảng trấn (双港镇)
- Tiểu Trạm trấn (小站镇)
- Cát Cô trấn (葛沽镇)
- Song Kiều Hà trấn (双桥河镇)